# سانست شيمير
وميض الشمس (بالإنجليزية: Sunset Shimmer)، هي شخصية رسوم متحركة من سلسلة ماي ليتل بوني: فرندشيب إز ماجيك وقد شاركت في الأفلام الثلاثة لماي ليتل بوني ماي ليتل بوني: إكويستريا غيرلس، ماي ليتل بوني: إكويستريا غيرلس: رينبو روكس وماي ليتل بوني: إكويستريا غيرلس : ألعاب الصداقة وهي طالبة سابقة للأميرة سيليستيا إلا أنها عندما لم تحصل على لقب الأميرة أصبحت في الجانب المظلم لكنها بعد الفيلم الأول عادت مع الخير مجددا.